# Ville impériale de Kaysersberg
1293–1679
(386 ans)
Entités précédentes :
- Seigneurie de Ribeaupierre

Entités suivantes :
- Royaume de France (province d'Alsace)

La ville impériale de Kaysersberg (en allemand : Reichsstadt Kaysersberg) est une ancienne cité-État du Saint-Empire romain entre 1293 et 1679.

## Histoire
Village construit autour du château édifié aux alentours de 1218 et 1220, Kaysersberg se développe sous l’autorité des Hohenstaufen qui siègent sur le trône impérial et possèdent le duché de Souabe et d'Alsace. Lorsqu'il achète le château le 1er mai 1227, Henri VII promet aux seigneurs de Ribeaupierre et de Horbourg de ne jamais élever le bourg au rang de ville pour éviter de dépeupler leurs seigneuries de leurs serfs. Le Grand Interrègne provoque un affaiblissement du pouvoir impérial. Le prince-évêque de Strasbourg profite alors de l'instabilité politique pour s'emparer de Kaysersberg en 1260. Le château et le bourg sont repris en 1261 par Rodolphe de Habsbourg, landgrave de Haute-Alsace, qui les met en gage auprès des seigneurs de Ribeaupierre en 1280. À la suite de son élection au trône du Saint-Empire en 1292, Adolphe Ier accorde à Kaysersberg une charte de franchises le 18 mars 1293. Cette franchise est adressée à l’avoué (en latin : advocatus), représentant local du pouvoir impérial, ainsi qu’aux bourgeois et membres du conseil. Le statut de « ville d'Empire » est reconnu à la cité qui dispose ainsi de l'immédiateté impériale avec droit de siéger à la Diète d'Empire : elle n'est désormais plus un bien personnel du souverain mais un état du Saint-Empire à part entière. Elle intègre le Grand-Bailliage d'Alsace (Reichslandvogtei im Elsass) qui administre les biens impériaux de la région.
Un bailliage intermédiaire est créé pour administrer les villes impériales de Munster, Turckheim et Kaysersberg où le siège de l'instance est transféré en 1330. Le bailliage impérial de Kaysersberg (Reichsvogtei zu Kaysersberg) est alors subordonné au Grand-Bailliage. La même année l'empereur Louis IV met en gage la ville et le château auprès du roi Jean Ier de Bohême. Kaysersberg est reprise à ce dernier après un siège mené le 9 août 1336 par les cités de Haguenau, Colmar, Mulhouse, Obernai, Rosheim et Sélestat. Avec les autres villes impériales de la plaine d'Alsace, Kaysersberg forme en 1354 une alliance connue sous le nom de Décapole qui doit garantir une assistance réciproque entre ses dix membres face aux menaces extérieures. Le bailliage est engagé de 1367 à 1371, puis de 1377 à 1383 auprès du duc Venceslas Ier de Luxembourg, frère de l'empereur Charles IV. La guerre des six Deniers éclate en 1466 entre la noblesse de Haute-Alsace et Mulhouse. Celle-ci reçoit l'aide de ses alliées Kayserberg, Munster et Turckheim dont les soldats incendient les châteaux d'Eguisheim la même année. En 1505, la cité est à nouveau engagée auprès de Konrad Stürtzel (de), chancelier de Maximilien Ier. L'économie de la ville repose sur l'activité artisanale ainsi que la production et le négoce de vins d'Alsace. La qualité des cépages de Kaysersberg est louée par le savant Sebastian Münster, puis par le graveur Matthäus Merian. Ces produits s’exportent alors dans la vallée du Rhin, la Confédération suisse et le duché de Lorraine. La détérioration des conditions sociales et le mécontentement de la population rurale provoquent la guerre des Paysans. Une armée de 13 000 rustauds ravage la vallée de la Weiss et atteint Kaysersberg qui capitule le 19 mai 1525 après un jour de siège. La ville est pillée mais très vite abandonnée par les insurgés. Des travaux de fortification sont entrepris par le bailli impérial Lazare de Schwendi vers 1573. Ayant combattu les Ottomans en Hongrie, il a rapporté des plants de vigne hongrois de Tokaj et en fait don à Kaysersberg XVIe siècle. Le « Tokay d'Alsace » est ainsi cultivé par les vignerons locaux et accroit la réputation de la cité à la fin du XVIe siècle.
Plusieurs figures de l'humanisme ont vécu à Kaysersberg notamment Jean Geiler, professeur à l'université de Fribourg-en-Brisgau et prédicateur à la cathédrale de Strasbourg, ainsi que l'imprimeur Wolfgang Angst (de). La Réforme protestante est introduite à la même époque par des prédicateurs mais n'est pas adoptée par les dirigeants de la cité qui restent catholiques comme la majorité des habitants. Lors de la guerre de Trente Ans la ville est occupée en 1632 par les troupes du royaume de Suède conduites par Gutaf Horn. Les villes occupées par les Suédois sont confiées aux armées françaises qui y établissent des garnisons. Les ravages du conflit poussent Kaysersberg à se placer sous protectorat du royaume de France en 1636. Les privations et les épidémies font baisser la population et affectent profondément la vie économique qui ralentit ainsi que la culture des vignes. Les traités de Westphalie de 1648 accordent au Roi de France des droits sur la ville impériale et ses alliées. Lors de la guerre de Hollande, les Français s'emparent de la cité et l'occupent à partir de 1674.
Le traité de Nimègue du 5 février 1679 marque la fin de l'indépendance de Kaysersberg qui est rattachée au territoire français. Les institutions de la ville continuent d'exister sous l'autorité du Roi jusqu'à la Révolution française et la fin de l'Ancien Régime en 1789.